# Homestead Meadows North
Homestead Meadows North è un census-designated place degli Stati Uniti d'America, situato nella contea di El Paso dello Stato del Texas.
La popolazione era di 5.124 persone al censimento del 2010. Fa parte dell'area metropolitana di El Paso.

## Geografia fisica
Homestead Meadows North è situata a 31°50′44″N 106°10′18″W (31.845548, -106.171763).
Secondo lo United States Census Bureau, ha un'area totale di 15,6 miglia quadrate (40,4 km²).

## Società

### Evoluzione demografica
Secondo il censimento del 2000, c'erano 4.232 persone, 1.135 nuclei familiari e 988 famiglie residenti nella città. La densità di popolazione era di 254,4 persone per miglio quadrato (98,3/km²). C'erano 1.268 unità abitative a una densità media di 76,2 per miglio quadrato (29,4/km²). La composizione etnica della città era formata dal 73,20% di bianchi, lo 0,43% di afroamericani, l'1,11% di nativi americani, lo 0,14% di isolani del Pacifico, il 22,71% di altre razze, e il 2,41% di due o più etnie. Ispanici o latinos di qualunque razza erano l'82,49% della popolazione.
C'erano 1.135 nuclei familiari di cui il 58,0% aveva figli di età inferiore ai 18 anni, il 71,5% erano coppie sposate conviventi, l'11,4% aveva un capofamiglia femmina senza marito, e il 12,9% erano non-famiglie. Il 10,9% di tutti i nuclei familiari erano individuali e il 2,7% aveva componenti con un'età di 65 anni o più che vivevano da soli. Il numero di componenti medio di un nucleo familiare era di 3,73 e quello di una famiglia era di 4,04.
La popolazione era composta dal 36,6% di persone sotto i 18 anni, il 10,9% di persone dai 18 ai 24 anni, il 28,4% di persone dai 25 ai 44 anni, il 18,8% di persone dai 45 ai 64 anni, e il 5,2% di persone di 65 anni o più. L'età media era di 27 anni. Per ogni 100 femmine c'erano 100,4 maschi. Per ogni 100 femmine dai 18 anni in giù, c'erano 99,2 maschi.
Il reddito medio di un nucleo familiare era di 30.403 dollari, e quello di una famiglia era di 31.547 dollari. I maschi avevano un reddito medio di 21.694 dollari contro i 18.961 dollari delle femmine. Il reddito pro capite era di 10.485 dollari. Circa il 22,9% delle famiglie e il 21,4% della popolazione erano sotto la soglia di povertà, incluso il 28,4% di persone sotto i 18 anni e il 14,6% di persone di 65 anni o più.